# Eliminatórias da Copa do Mundo FIFA de 2022 – UEFA (Grupo G)

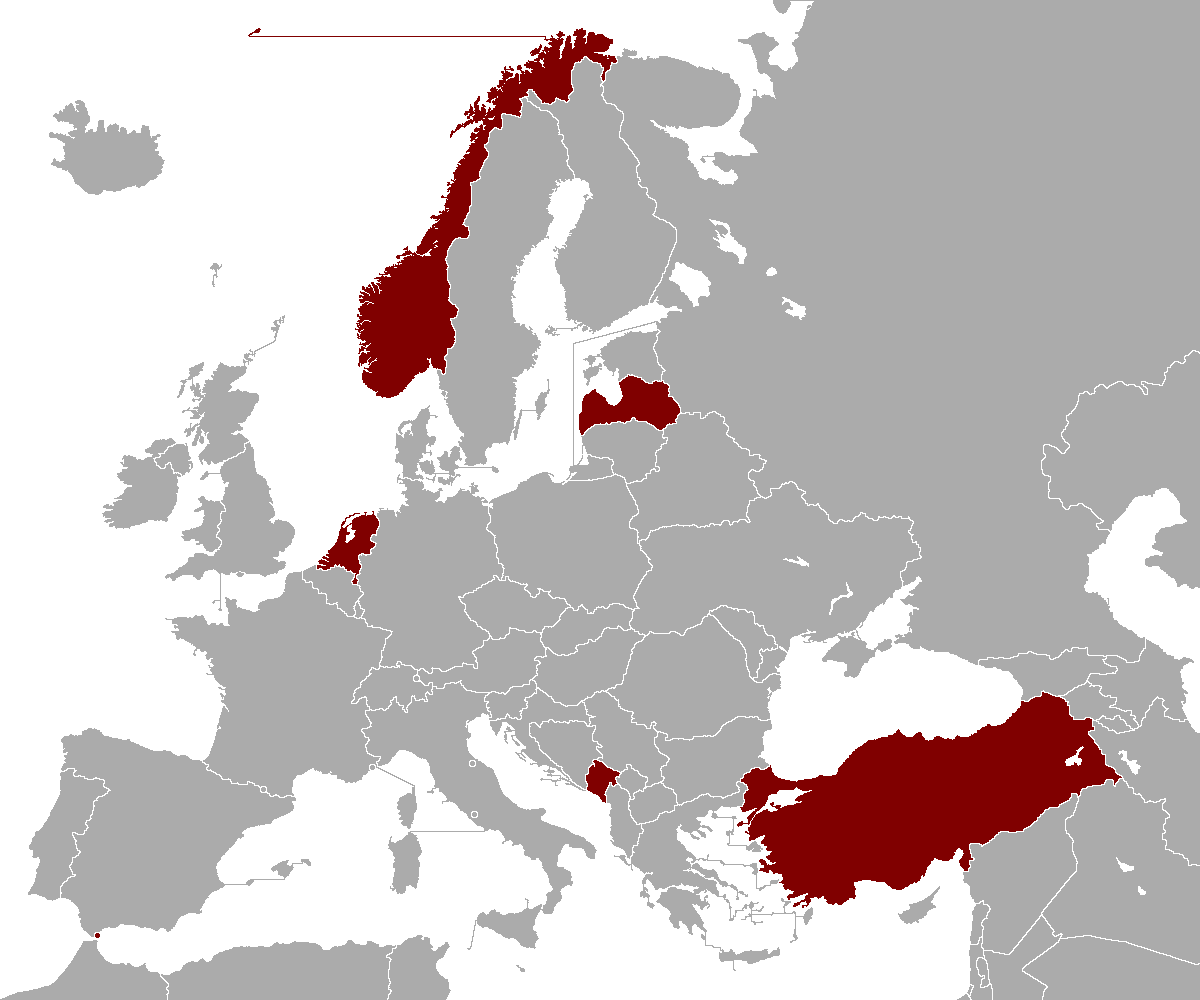
Eliminatórias da Copa do Mundo FIFA de 2022 – UEFA (Grupo G)

O Grupo G das eliminatórias da UEFA para a Copa do Mundo FIFA de 2022 foi formado por Países Baixos, Turquia, Noruega, Montenegro, Letônia e Gibraltar.
O vencedor do grupo se classificou automaticamente para a Copa do Mundo de 2022. Além dos demais nove vencedores de grupos, os nove melhores segundos colocados avançaram para a segunda fase, que será disputada no sistema de play-offs.

## Classificação
|  | Equipes qualificadas para a Copa do Mundo de 2022 |
|  | Equipes qualificadas para a segunda fase          |
|  | Equipes eliminadas                                |

| Pos | Equipe        | Pts | J  | V | E | D  | GP | GC | SG  | Classificado                              |  | NED | TUR | NOR | MNE | LVA | GIB |
| --- | ------------- | --- | -- | - | - | -- | -- | -- | --- | ----------------------------------------- |  | --- | --- | --- | --- | --- | --- |
| 1   | Países Baixos | 23  | 10 | 7 | 2 | 1  | 33 | 8  | +25 | qualificadas para a Copa do Mundo de 2022 |  | —   | 6–1 | 2–0 | 4–0 | 2–0 | 6–0 |
| 2   | Turquia       | 21  | 10 | 6 | 3 | 1  | 27 | 16 | +11 | qualificadas para a segunda fase          |  | 4–2 | —   | 1–1 | 2–2 | 3–3 | 6–0 |
| 3   | Noruega       | 18  | 10 | 5 | 3 | 2  | 15 | 8  | +7  | Eliminado                                 |  | 1–1 | 0–3 | —   | 2–0 | 0–0 | 5–1 |
| 4   | Montenegro    | 12  | 10 | 3 | 3 | 4  | 14 | 15 | −1  | Eliminado                                 |  | 2–2 | 1–2 | 0–1 | —   | 0–0 | 4–1 |
| 5   | Letónia       | 9   | 10 | 2 | 3 | 5  | 11 | 14 | −3  | Eliminado                                 |  | 0–1 | 1–2 | 0–2 | 1–2 | —   | 3–1 |
| 6   | Gibraltar     | 0   | 10 | 0 | 0 | 10 | 4  | 43 | −39 | Eliminado                                 |  | 0–7 | 0–3 | 0–3 | 0–3 | 1–3 | —   |

## Partidas
O calendário de partidas foi divulgado pela UEFA em 8 de dezembro de 2020. As partidas entre 27 de março e a partir de 31 de outubro seguem o fuso horário UTC+1 (rodadas 1–2 e 9–10). Para as partidas entre 28 de março e 30 de outubro o fuso horário seguido é o UTC+2 (rodadas 3–8).
| 24 de março de 2021 | Turquia                                     | 4 – 2                             | Países Baixos                 | Estádio Olímpico Atatürk, Istambul     |
| 18:00               | Yılmaz 15', 34' (pen), 81' · Çalhanoğlu 46' | Relatório (FIFA) Relatório (UEFA) | Klaassen 75' · L. de Jong 76' | Público: 0 Árbitro: ENG Michael Oliver |

| 24 de março de 2021 | Gibraltar | 0 – 3                             | Noruega                                     | Victoria Stadium, Gibraltar          |
| 20:45               |           | Relatório (FIFA) Relatório (UEFA) | Sørloth 43' · Thorstvedt 45' · Svensson 57' | Público: 0 Árbitro: CRO Duje Strukan |

| 24 de março de 2021 | Letónia          | 1 – 2                             | Montenegro       | Estádio Skonto, Riga                  |
| 20:45               | J. Ikaunieks 40' | Relatório (FIFA) Relatório (UEFA) | Jovetić 41', 83' | Público: 0 Árbitro: LUX Alain Durieux |

| 27 de março de 2021 | Montenegro                                            | 4 – 1                             | Gibraltar        | Estádio Pod Goricom, Podgoritza               |
| 15:00               | Bećiraj 26' · Simić 43' · Tomašević 53' · Jovetić 80' | Relatório (FIFA) Relatório (UEFA) | Styche 30' (pen) | Público: 0 Árbitro: AUT Manuel Schüttengruber |

| 27 de março de 2021 | Países Baixos                 | 2 – 0                             | Letónia | Johan Cruijff Arena, Amsterdã                  |
| 18:00               | Berghuis 32' · L. de Jong 69' | Relatório (FIFA) Relatório (UEFA) |         | Público: 5 000 Árbitro: FRA Stéphanie Frappart |

| 27 de março de 2021 | Noruega | 0 – 3                             | Turquia                     | Estádio La Rosaleda, Málaga (Espanha)       |
| 18:00               |         | Relatório (FIFA) Relatório (UEFA) | Tufan 4', 59' · Söyüncü 28' | Público: 0 Árbitro: ESP Alejandro Hernández |

| 30 de março de 2021 | Gibraltar | 0 – 7                             | Países Baixos                                                                                | Victoria Stadium, Gibraltar             |
| 20:45               |           | Relatório (FIFA) Relatório (UEFA) | Berghuis 41' · L. de Jong 55' · Depay 61', 88' · Wijnaldum 62' · Malen 64' · Van de Beek 85' | Público: 335 Árbitro: POR João Pinheiro |

| 30 de março de 2021 | Montenegro | 0 – 1                             | Noruega     | Estádio Pod Goricom, Podgoritza        |
| 20:45               |            | Relatório (FIFA) Relatório (UEFA) | Sørloth 35' | Público: 0 Árbitro: ENG Anthony Taylor |

| 30 de março de 2021 | Turquia                                        | 3 – 3                             | Letónia                                          | Estádio Olímpico Atatürk, Istambul         |
| 20:45               | Karaman 2' · Çalhanoğlu 33' · Yılmaz 52' (pen) | Relatório (FIFA) Relatório (UEFA) | Savaļnieks 35' · Uldriķis 58' · D. Ikaunieks 79' | Público: 223 Árbitro: POL Daniel Stefański |

| 1 de setembro de 2021 | Letónia                                 | 3 – 1                             | Gibraltar         | Estádio Daugava, Riga                  |
| 20:45                 | Gutovskis 50' (pen), 85' · Cigaņiks 89' | Relatório (FIFA) Relatório (UEFA) | De Barr 71' (pen) | Público: 1 466 Árbitro: CZE Pavel Orel |

| 1 de setembro de 2021 | Noruega     | 1 – 1                             | Países Baixos | Ullevaal Stadion, Oslo                       |
| 20:45                 | Haaland 20' | Relatório (FIFA) Relatório (UEFA) | Klaassen 37'  | Público: 6 711 Árbitro: POL Szymon Marciniak |

| 1 de setembro de 2021 | Turquia               | 2 – 2                             | Montenegro                    | Vodafone Park, Istambul                     |
| 20:45                 | Ünder 9' · Yazıcı 31' | Relatório (FIFA) Relatório (UEFA) | Marušić 40' · Radunović 90+7' | Público: 12 472 Árbitro: FRA Benoît Bastien |

| 4 de setembro de 2021 | Letónia | 0 – 2                             | Noruega                             | Estádio Daugava, Riga                    |
| 18:00                 |         | Relatório (FIFA) Relatório (UEFA) | Haaland 20' (pen) · Elyounoussi 66' | Público: 2 520 Árbitro: ISR David Fuxman |

| 4 de setembro de 2021 | Gibraltar | 0 – 3                             | Turquia                                       | Victoria Stadium, Gibraltar             |
| 20:45                 |           | Relatório (FIFA) Relatório (UEFA) | Dervişoğlu 54' · Çalhanoğlu 65' · Karaman 83' | Público: 702 Árbitro: EST Kristo Tohver |

| 4 de setembro de 2021 | Países Baixos                                    | 4 – 0                             | Montenegro | Philips Stadion, Eindhoven                     |
| 20:45                 | Depay 38' (pen), 62' · Wijnaldum 70' · Gakpo 76' | Relatório (FIFA) Relatório (UEFA) |            | Público: 20 458 Árbitro: ESP Jesús Gil Manzano |

| 7 de setembro de 2021 | Montenegro | 0 – 0                             | Letónia | Estádio Pod Goricom, Podgoritza         |
| 20:45                 |            | Relatório (FIFA) Relatório (UEFA) |         | Público: 2 134 Árbitro: GER Harm Osmers |

| 7 de setembro de 2021 | Países Baixos                                                 | 6 – 1                             | Turquia     | Johan Cruijff Arena, Amsterdã               |
| 20:45                 | Klaassen 1' · Depay 16', 38' (pen), 54' · Til 80' · Malen 90' | Relatório (FIFA) Relatório (UEFA) | Ünder 90+2' | Público: 31 389 Árbitro: ITA Daniele Orsato |

| 7 de setembro de 2021 | Noruega                                                | 5 – 1                             | Gibraltar  | Ullevaal Stadion, Oslo                        |
| 20:45                 | Thorstvedt 23' · Haaland 27', 39', 90+1' · Sørloth 59' | Relatório (FIFA) Relatório (UEFA) | Styche 43' | Público: 9 442 Árbitro: CYP Nikolas Neokleous |

| 8 de outubro de 2021 | Gibraltar | 0 – 3                             | Montenegro                          | Victoria Stadium, Gibraltar             |
| 20:45                |           | Relatório (FIFA) Relatório (UEFA) | Marušić 7' · Bećiraj 44' (pen), 68' | Público: 1 351 Árbitro: SVK Filip Glova |

| 8 de outubro de 2021 | Letónia | 0 – 1                             | Países Baixos | Estádio Daugava, Riga                     |
| 20:45                |         | Relatório (FIFA) Relatório (UEFA) | Klaassen 19'  | Público: 4 711 Árbitro: ENG Andrew Madley |

| 8 de outubro de 2021 | Turquia       | 1 – 1                             | Noruega        | Estádio Şükrü Saraçoğlu, Istambul        |
| 20:45                | Aktürkoğlu 6' | Relatório (FIFA) Relatório (UEFA) | Thorstvedt 41' | Público: 21 408 Árbitro: GER Felix Brych |

| 11 de outubro de 2021 | Letónia            | 1 – 2                             | Turquia                         | Estádio Daugava, Riga                      |
| 20:45                 | Demiral 70' (g.c.) | Relatório (FIFA) Relatório (UEFA) | Dursun 76' · Yılmaz 90+9' (pen) | Público: 2 453 Árbitro: SWE Andreas Ekberg |

| 11 de outubro de 2021 | Países Baixos                                                                 | 6 – 0                             | Gibraltar | Estádio De Kuip, Roterdão                   |
| 20:45                 | Van Dijk 9' · Depay 21', 45+3' (pen) · Dumfries 48' · Danjuma 75' · Malen 86' | Relatório (FIFA) Relatório (UEFA) |           | Público: 31 583 Árbitro: RUS Vitali Meshkov |

| 11 de outubro de 2021 | Noruega                | 2 – 0                             | Montenegro | Ullevaal Stadion, Oslo                     |
| 20:45                 | Elyounoussi 29', 90+6' | Relatório (FIFA) Relatório (UEFA) |            | Público: 23 748 Árbitro: ROU István Kovács |

| 13 de novembro de 2021 | Noruega | 0 – 0                             | Letónia | Ullevaal Stadion, Oslo                       |
| 18:00                  |         | Relatório (FIFA) Relatório (UEFA) |         | Público: 24 376 Árbitro: BEL Lawrence Visser |

| 13 de novembro de 2021 | Turquia                                                                      | 6 – 0                             | Gibraltar | Estádio Fatih Terim de Başakşehir, Istambul |
| 18:00                  | Aktürkoğlu 11' · Dervişoğlu 38', 41' · Demiral 65' · Dursun 81' · Müldür 84' | Relatório (FIFA) Relatório (UEFA) |           | Público: 8 895 Árbitro: UKR Serhiy Boiko    |

| 13 de novembro de 2021 | Montenegro                 | 2 – 2                             | Países Baixos        | Estádio Pod Goricom, Podgoritza                     |
| 20:45                  | Vukotić 82' · Vujnović 86' | Relatório (FIFA) Relatório (UEFA) | Depay 25' (pen), 54' | Público: 1 844 Árbitro: ESP Carlos del Cerro Grande |

| 16 de novembro de 2021 | Gibraltar | 1 – 3                             | Letónia                                     | Victoria Stadium, Gibraltar             |
| 20:45                  | Walker 7' | Relatório (FIFA) Relatório (UEFA) | Gutkovskis 25' · Uldriķis 55' · Krollis 75' | Público: 1 130 Árbitro: NOR Espen Eskås |

| 16 de novembro de 2021 | Montenegro | 1 – 2                             | Turquia                    | Estádio Pod Goricom, Podgoritza            |
| 20:45                  | Bećiraj 4' | Relatório (FIFA) Relatório (UEFA) | Aktürkoğlu 22' · Kökçü 60' | Público: 2 885 Árbitro: GER Daniel Siebert |

| 16 de novembro de 2021 | Países Baixos              | 2 – 0                             | Noruega | Estádio De Kuip, Roterdão              |
| 20:45                  | Bergwijn 84' · Depay 90+1' | Relatório (FIFA) Relatório (UEFA) |         | Público: 0 Árbitro: FRA Clément Turpin |

## Artilharia
12 gols
- NED Memphis Depay

5 gols
- NOR Erling Haaland
- TUR Burak Yılmaz

4 gols
- MNE Fatos Bećiraj
- NED Davy Klaassen

3 gols
- LVA Vladislavs Gutovskis
- MNE Stevan Jovetić
- NED Donyell Malen
- NED Luuk de Jong
- NOR Alexander Sørloth
- NOR Kristian Thorstvedt
- NOR Mohamed Elyounoussi
- TUR Hakan Çalhanoğlu
- TUR Halil Dervişoğlu
- TUR Kerem Aktürkoğlu

2 gols
- GIB Reece Styche
- LVA Roberts Uldriķis
- MNE Adam Marušić
- NED Georginio Wijnaldum
- NED Steven Berghuis
- TUR Cengiz Ünder
- TUR Kenan Karaman
- TUR Ozan Tufan
- TUR Serdar Dursun

1 gol
- GIB Liam Walker
- GIB Tjay De Barr
- LVA Andrejs Cigaņiks
- LVA Dāvis Ikaunieks
- LVA Jānis Ikaunieks
- LVA Raimonds Krollis
- LVA Roberts Savaļnieks
- MNE Ilija Vukotić
- MNE Marko Simić
- MNE Nikola Vujnović
- MNE Risto Radunović
- MNE Žarko Tomašević
- NED Arnaut Danjuma
- NED Cody Gakpo
- NED Denzel Dumfries
- NED Donny van de Beek
- NED Guus Til
- NED Steven Bergwijn
- NED Virgil van Dijk
- NOR Jonas Svensson
- TUR Çağlar Söyüncü
- TUR Merih Demiral
- TUR Mert Müldür
- TUR Orkun Kökçü
- TUR Yusuf Yazıcı

Gols contra
- TUR Merih Demiral (para a Letônia)